# Out of the Silent Planet (King's X)
Out Of The Silent Planet è il primo album in studio del gruppo musicale statunitense King's X, pubblicato nel 1989 dalla Megaforce Records.

## Tracce
1. In the New Age – 5:23
2. Goldilox – 4:41
3. Power of Love – 4:57
4. Wonder – 4:13
5. Sometimes – 3:40
6. King – 3:01
7. What Is This? – 3:48
8. Far, Far Away – 4:14
9. Shot of Love – 3:15
10. Visions – 5:11

## Formazione

### Gruppo
- Doug Pinnick – voce, basso
- Ty Tabor – voce, chitarra
- Jerry Gaskill – voce, batteria